# 卡特琳娜·维特
卡特琳娜·维特（Katarina Witt，1965年12月3日—），德国花样滑冰运动员。
她的运动生涯被总结为“2，4，6，8”，即2届奥林匹克运动会花样滑冰比赛冠军（1984年和1988年），4届世界花样滑冰锦标赛冠军（1984年、1985年、1987年和1988年），6届欧洲花样滑冰锦标赛冠军（1983年到1988年），8届德意志民主共和国花样滑冰锦标赛冠军（1981年到1988年）。維特是自桑雅·赫尼以來唯一曾奪得兩屆奧運冠軍的女子單人滑選手，因为比赛成绩极为优异，她被认为是有史以来最杰出的花样滑冰运动员之一。

## 早年生活
維特生於東德斯塔肯（該地離西柏林很近，兩德統一後劃入柏林市內），母親是醫院的物理治療師，父親務農。她就讀於卡爾·馬克思城區（統一後改回戰前的名字開姆尼茨）一間專為運動資優兒童開設的體育學校。

## 選手生涯

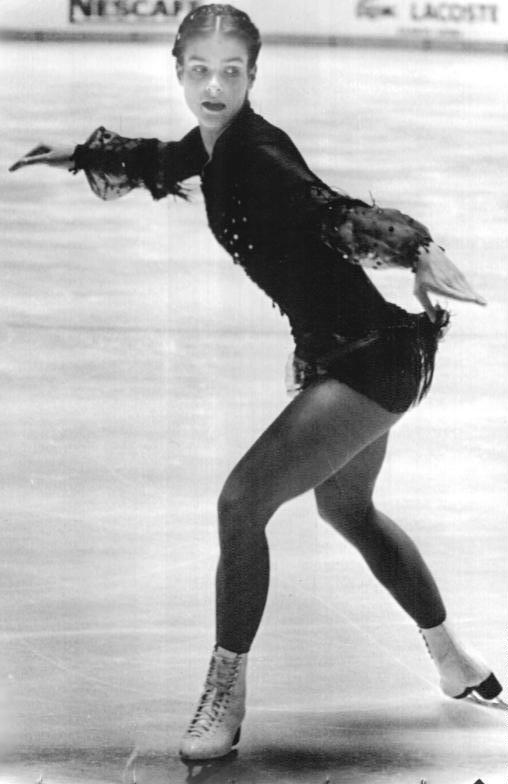
1982年時的維特

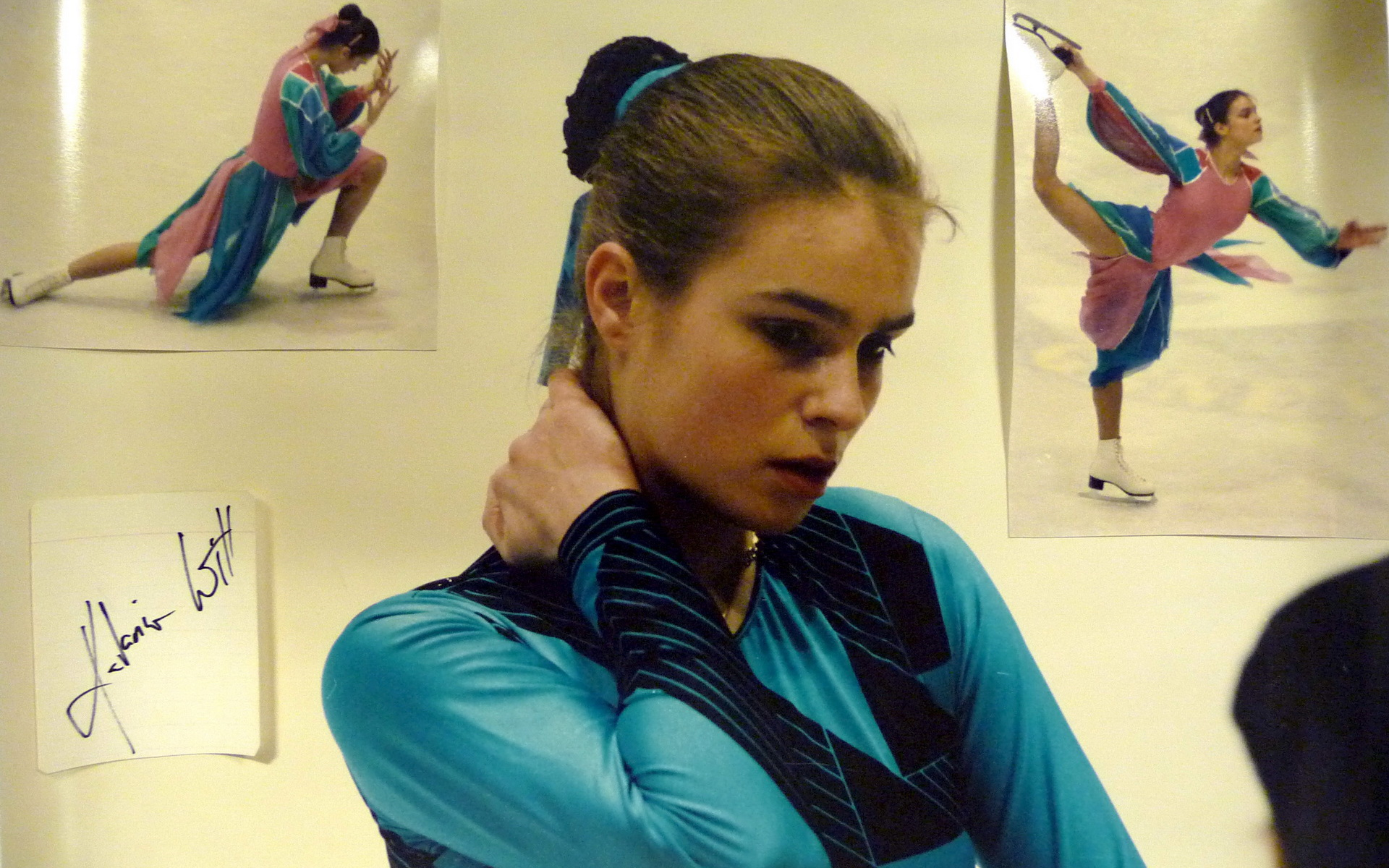
維特於1986年世界花式滑冰錦標賽。

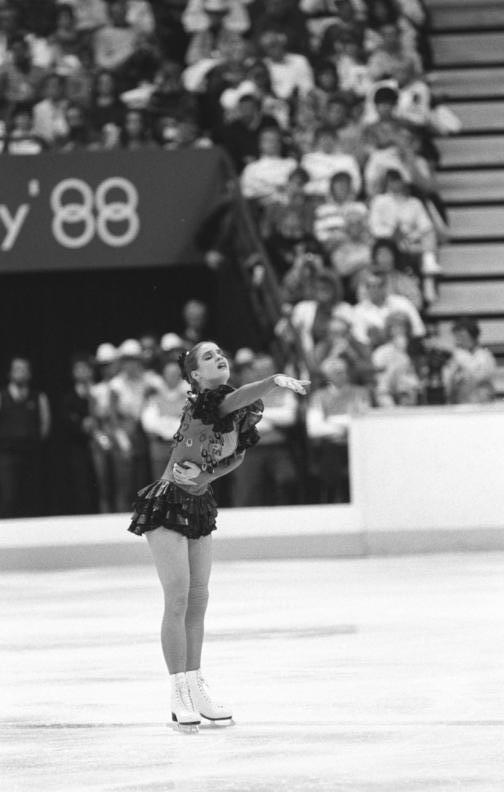
維特於1988年冬季奥林匹克运动会花样滑冰比赛。

維特代表東德的卡爾馬克思城區滑冰俱樂部（the SC Karl-Marx-Stadt club）出賽。茱塔·穆勒自1977年起擔任其教練。維特一週訓練六天，有時每天練七小時，其中有三小時花在規定圖形項目上。
卡特琳娜·维特和美国选手黛比·托马斯在1988年冬奥会女子单人滑自由滑中的对决，常被称为“卡门对决”（“Battle of the Carmens”），这是因为她俩在赛前被公认是1988年冬奥会冠军的热门竞争者，恰好她们的自由滑选曲都是经典音乐卡门。卡特琳娜·维特在自由滑中先上场，发挥较好，但一个后外三周跳（3 Loop）只做了两周（2 Loop），给竞争者黛比·托马斯开启了通向冠军的大门。然而，后上场的黛比·托马斯在压力下发挥失常，3个三周跳都出现了失误，拱手让出了金牌。最终，卡特琳娜·维特成为自桑雅·赫尼获得1928年、1932年和1936年三面奥运会女子单人滑金牌后，唯一一位获得两枚奥运会女子单人滑金牌的运动員，而且这个纪录一直保持至今。

## 賽事成績
| 國際     | 國際    | 國際    | 國際    | 國際    | 國際    | 國際    | 國際    | 國際    | 國際    | 國際    | 國際    |
| 賽事     | 1978–79 | 1979–80 | 1980–81 | 1981–82 | 1982–83 | 1983–84 | 1984–85 | 1985–86 | 1986–87 | 1987–88 | 1993–94 |
| -------- | ------- | ------- | ------- | ------- | ------- | ------- | ------- | ------- | ------- | ------- | ------- |
| 冬奧     |         |         |         |         |         | 1st     |         |         |         | 1st     | 7th     |
| 世錦賽   |         | 10th    | 5th     | 2nd     | 4th     | 1st     | 1st     | 2nd     | 1st     | 1st     |         |
| 歐錦賽   | 14th    | 13th    | 5th     | 2nd     | 1st     | 1st     | 1st     | 1st     | 1st     | 1st     | 8th     |
| 加拿大盃 |         |         |         |         |         | 1st     |         |         |         |         |         |
| NHK盃    |         |         | 2nd     |         | 1st     |         |         |         | 1st     | 1st     |         |
| 國內     |         |         |         |         |         |         |         |         |         |         |         |
| 東德     | 3rd     | 2nd     | 1st     | 1st     | 1st     | 1st     | 1st     | 1st     | 1st     | 1st     |         |
| 德錦賽   |         |         |         |         |         |         |         |         |         |         | 2nd     |

## 資料來源
1. ↑  Johnson, Rafer. . Salem Press. 2009: 1213. ISBN 9781587654862.
2. 1 2  McBride, Lorraine. . The Daily Telegraph. 25 March 2012  [2014-03-18]. （原始内容存档于2012-11-14）.
3. ↑  Witt, Katarina. . Daily Mail. 24 March 2012.

## 外部連結
- 官方网站
- Katarina Witt在互联网电影资料库（IMDb）上的資料（英文）
- olympic.org（页面存档备份，存于） 運動員檔案 – 維特